# Dos estafadors i una herència
 Dos estafadors i una herència  (The Fortune) és una pel·lícula estatunidenca dirigida per Mike Nichols, estrenada el 1975. Ha estat doblada al català.

## Argument
Als Estats Units, durant els anys 20, la Llei Mann prohibia que un home creués una frontera amb una dona, si no estava casat amb ella. Nicky (Beatty), un murri a punt de divorciar-se, pretén viatjar de Nova York a Los Angeles amb una rica hereva anomenada Freddy (Channing). Per fer-ho sense violar la llei, convenç Òscar (Nicholson), un barrut que li deu favors, perquè es casi amb Freddy, els acompanyi durant el viatge i s'instal·li amb ells per un temps. Els problemes comencen quan Òscar decideix exigir els seus drets matrimonials i es destapen les veritables intencions d'ambdós homes.

## Repartiment
- Stockard Channing: Freddie
- Jack Nicholson: Oscar
- Warren Beatty: Nicky
- Ian Wolfe: Justice of the Peace
- Dub Taylor: Rattlesnake Tom
- Catlin Adams: jove enamorada
- Christopher Convidat: jove enamorat
- Scatman Crothers: el pescador
- John Fiedler: el fotògraf
- Florence Stanley: Mrs. Gould
- Richard B. Shull: Sergent detectiu en cap Jack Power

## Nominacions
Globus d'Or a la millor actriu debutant 1976 per Stockard Channing